# Arco de Augusto (Rimini)

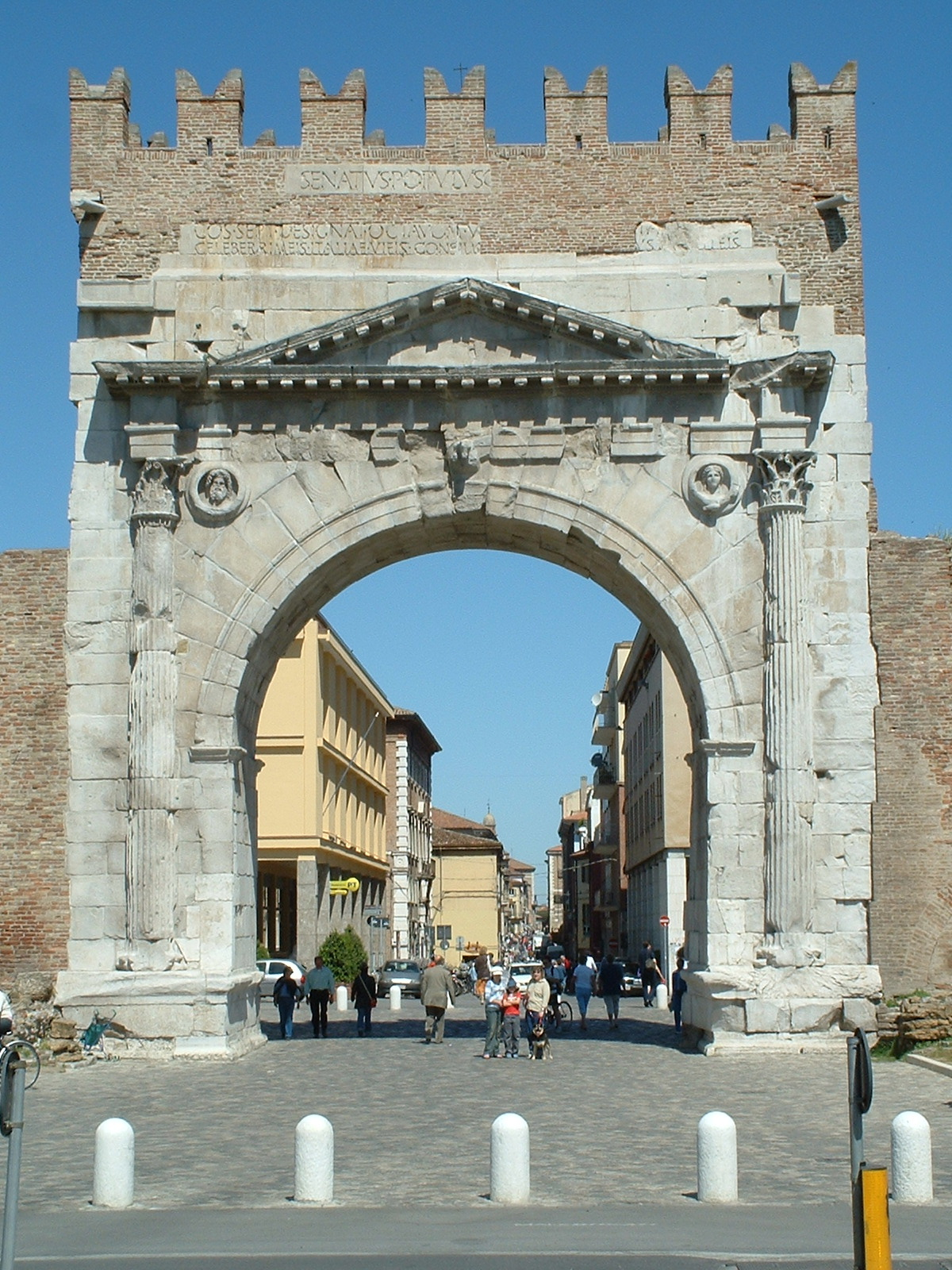
Arco de Augusto

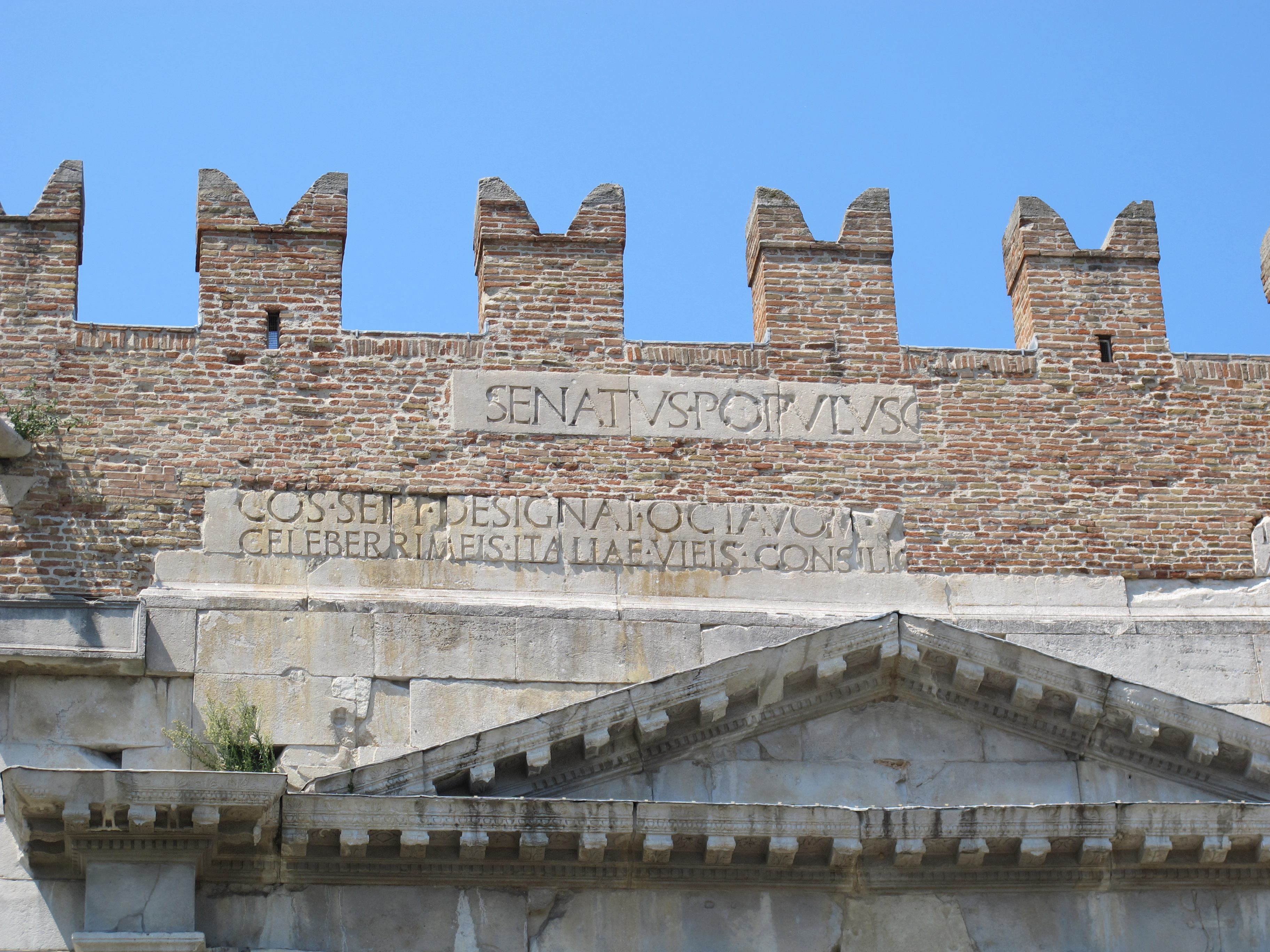
Detalhe da inscrição

O Arco de Augusto em Rimini foi dedicado para o imperador Augusto pelo senado romano em 27 a.C. e é o mais velho arco romano que sobrevive. Sinalizou o fim da via Flamínia, qual conectou as cidades de Romanha para Roma, e abrange o moderno Corso d'Augusto (o antigo decúmano máximo), qual levou para o início de outra estrada, a via Emília, qual corria a noroeste para Placência.

## Descrição
O estilo que o compõe é sóbrio mas ao mesmo tempo solene. O arco central, de particular tamanho, é flanqueado por duas colunas embutidas com fustes canelados e capiteis coríntios. Os quatro clípeos (escudos) colocados próximos para os capiteis retratam cada as divindades romanas: de frente para Roma encontramos Júpiter e Apolo; de frente para o interior da cidade encontra-se Netuno e a deusa Roma.
A sua função principal, bem como para servir como um portão da cidade, era aquela de apoiar a grandiosa estátua de bronze do imperador Augusto, retratado no ato de dirigir uma quadriga. De acordo com outra hipótese, riminense Danilo Re, o monumento teria sido coroado com bronzes dourados de Cartoceto, que representava neste caso Júlio César, Otaviano Augusto, a mãe de Augusto, Ácia Maior, e finalmente, Júlia Menor, mãe de Ácia e irmã de César. A presença dessas estátuas deveria ter no nome de Porta Áurea, usado desde o fim da Idade Média. Tendo presente que existiu numerosas outras hipóteses no que resguarda à localização originária e identificação dos bronzes dourados de Cartoceto.
A principal peculiaridade deste arco é que o arco era demasiado para acomodar um portão, ao menos para aquele tempo. A explicação reside no fato que a política do imperador Augusto, volta para a paz, a então chamada Pax Romana, fez inútil um portão cívico que pudesse ser fechado, não havendo o perigo de ser atacado.
As ameias presentes na parte superior remontam em vez para a Idade Média (cerca do século X), um período em qual a cidade foi declarada pelos gibelinos. Foi o portão principal da cidade até o período fascista, quando foram demolir os muros e o arco permaneceu isolado, pois se acreditava ser um arco triunfal, hipótese refutada repetidamente por muitos estudiosos.
Junto com a Ponte de Augusto e Tibério, é hoje um dos símbolos de Rimini, tão importante que aparece no brasão da cidade.
Acima da abertura do arco se localiza o focinho de um toro, que representa a força e o poder de Roma, precisamente comparada com aquela de um toro. No Arco de Augusto é retratado também a deusa Roma.
A inscrição acima do arco lê:

SENATUS POPVLVSQVE ROMANVS

IMPERATORI CAESARI DIVI IVLIO FILIO AVGVSTO IMPERATORI SEPTEM

CONSOLI SEPTEM DESIGNATO OCTAVOM VIA FLAMINIA ET RELIQVEIS

CELEBERRIMEIS ITALIAE VIEIS ET AVCTORITATE EIVS MVNITEIS

O Senado e o Povo de Roma [deram este arco]

para o Imperador César Augusto, filho do divino Júlio, Imperator sete vezes,

Cônsul sete vezes e cônsul-eleito para uma oitava vez, pela via Flamínia

e as outras estradas muito distintas da Itália que também têm sido reparadas por sua auctoritas.